# Emmi Leisner

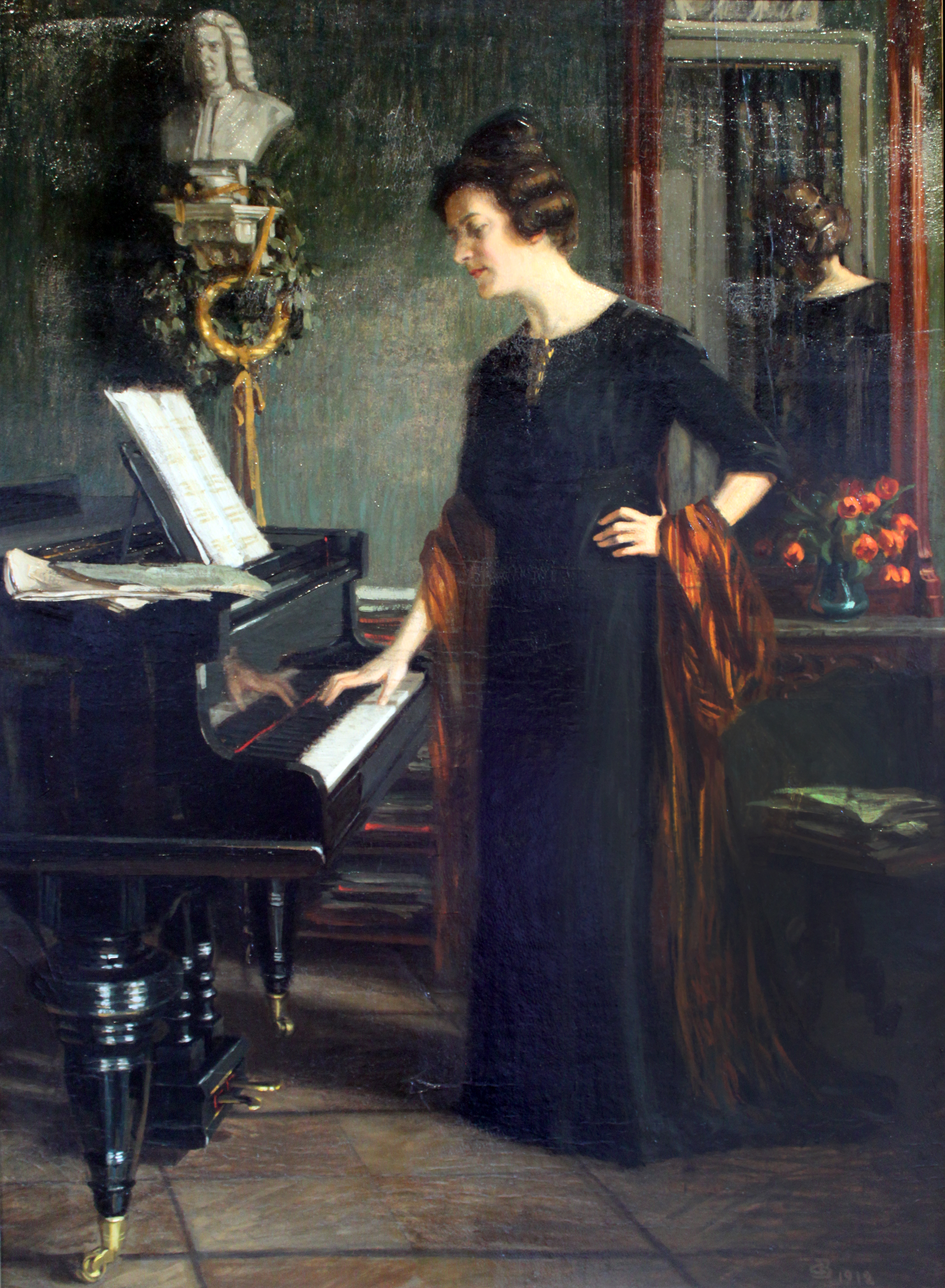
Emmi Leisner im Jahr 1912, Porträt von Carl Bantzer

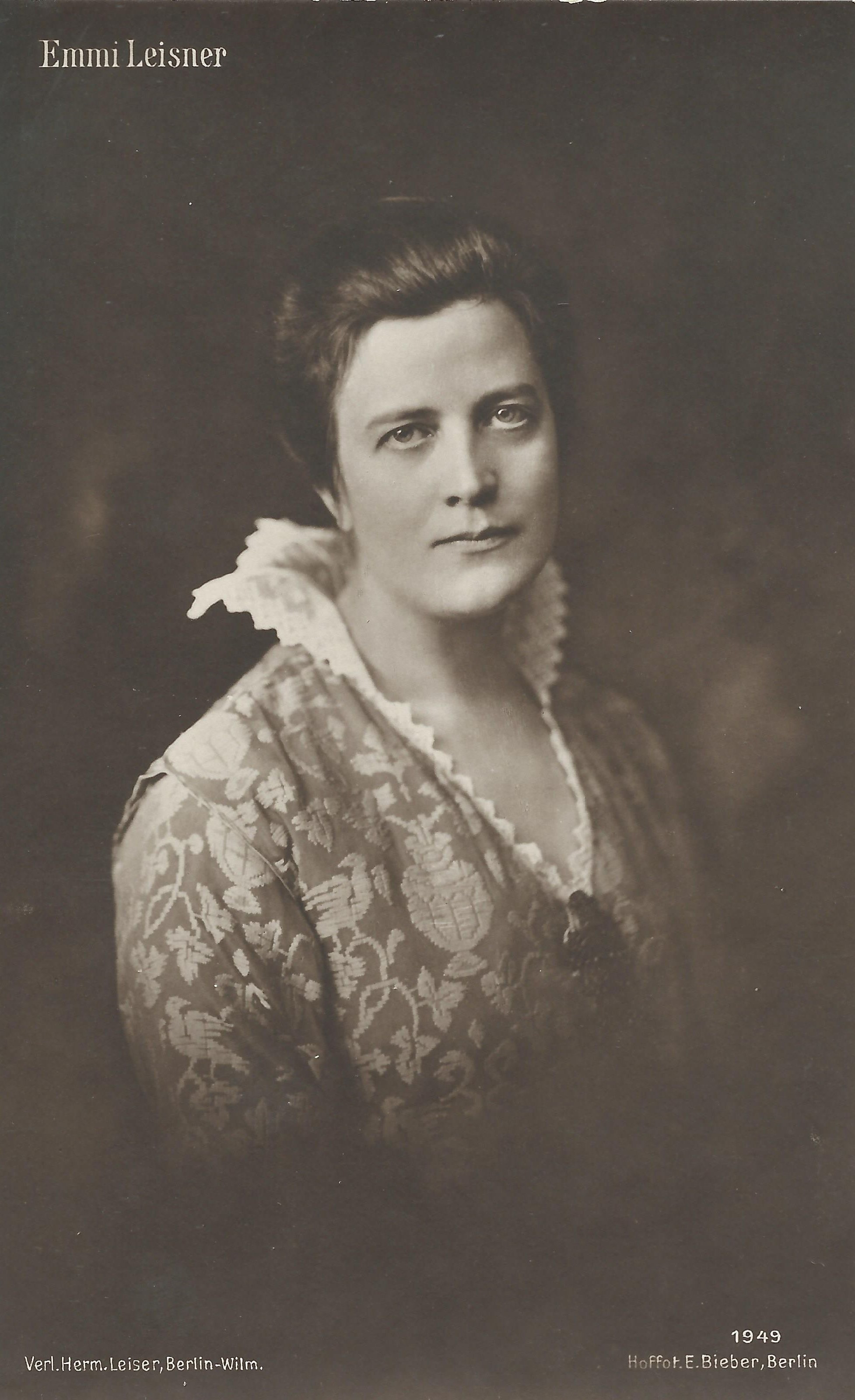

Emmi Leisner (* 8. August 1885 in Flensburg; † 11. Januar 1958 ebenda) war eine deutsche Opern-, Lied- und Konzertsängerin. Ihre Stimme wird von den Zeitgenossen als tiefer Alt beschrieben.

## Leben
Sie studierte in Berlin. Als Beginn ihrer Karriere gilt der Auftritt in der Rolle des Orpheus bei den Hellerauer Festspielen 1912. Es folgten zwei Opernengagements in Berlin, und zwar 1913–1921 an der Hofoper bzw. Staatsoper und 1923–1925 am Deutschen Opernhaus. Daneben und danach entfaltete sie eine intensive, internationale Tätigkeit als Lied- und Konzertsängerin, trat in Bayreuth auf und erarbeitete sich einen legendären Ruf als Altistin. Leisner stand 1944 in der Gottbegnadeten-Liste des Reichsministeriums für Volksaufklärung und Propaganda. Zuletzt lebte sie in Kampen auf Sylt.
Zu ihrem Repertoire gehörten Opern von Gluck, Saint-Saëns und Wagner, Arien von Monteverdi und Piccinni, Bachkantaten und Lieder von Brahms, Cornelius, Liszt, Mozart, Otto Nicolai, Pfitzner, Reger, Schubert und Schumann.
Zu ihren musikalischen Partnern gehörten u. a. der Pianist Michael Raucheisen und der Dirigent Oskar Fried.

## Diskographie
Emmi Leisners Karriere fiel in das Schellack-Zeitalter, noch vor dem Aufkommen der Langspielplatte. Operngesamtaufnahmen waren selten, und so ist auch keine Gesamtaufnahme unter Mitwirkung der Sängerin bekannt. Ihre Aufnahmen erstrecken sich über mindestens 20 Jahre (1924–1944).
- 1927: O heilige Schmach! (Fricka), aus: Die Walküre, 2. Akt, Orchester der Staatsoper Berlin, Leo Blech; aufgenommen im Rahmen des HMV „Potted Ring“ 1926–1932.[5][6]
- 1927: Schlage doch, gewünschte Stunde, BWV 53 (wahrscheinlich von Melchior Hoffmann komponiert), Orchester der Staatsoper Berlin.[7][8]
- 1928 (mit Lotte Leonard): So ist mein Jesus nun gefangen, Nr. 33 aus: Matthäus-Passion, Berliner Philharmoniker, Bruno Kittel.[9][10]
- 1942–1944: mindestens 79 Lieder von Ludwig van Beethoven (7), Johannes Brahms (18), Peter Cornelius (12), Franz Liszt (2), Otto Nicolai (1), Hans Pfitzner (1), Max Reger (7), Franz Schubert (1), Robert Schumann (17), Richard Strauss (1), Carl Maria von Weber (1) und Hugo Wolf (11), Studioaufnahmen mit Michael Raucheisen (Klavier). – Zur CD-Veröffentlichung von 2005 siehe dort (mit Weblink). Die angegebenen Zahlen beziehen sich auf diese CD-Veröffentlichung.

## Auszeichnungen
- Sie wurde am 13. Januar 1931 von König Christian X. von Dänemark mit der dänischen Verdienstmedaille Ingenio et arti ausgezeichnet.[11]

## Ehrungen
- In Flensburg wurde die Emmi-Leisner-Straße nach ihr benannt.[12]